# Sons and Daughters of Saint Lucia
Sons and Daughters of Saint Lucia è l'inno nazionale di Saint Lucia. Il brano è in lingua inglese ed è stato scritto nel 1967 e adottato come inno nel 1979, anno dell'indipendenza. Il testo è di Charles Jesse, mentre la musica è di Leton Felix Thomas.

## Testo
Sons and daughters of Saint Lucia,
love the land that gave us birth,
land of beaches, hills and valleys,:
fairest isle of the earth!
Wheresoever you may roam,
love oh love, our island home.
Gone the times when nations battled
for this 'Helen of the West',
gone the days when strife and discord
Dimmed her children's toil and rest.
Dawns at last a brighter day,
stretches out a glad new way.
May the good Lord bless our island,
guard her sons from woe and harm,
may our people live united,
strong in soul and strong in arm!
Justice, Truth and Charity,
our ideal for ever be!

## Traduzione
Figli e figlie di Santa Lucia,
amate la terra che ci ha dato i natali,
terra di spiagge, colline e valli,
isola più bella della terra!
Ovunque si può vagare,
amore, o amore, nostra casa isola.
Sono finiti i tempi in cui le nazioni han combattuto
per questa 'Elena dell'Occidente',
son passati i giorni in cui conflitti e discordie
Hanno oscurato la fatica e il riposo dei suoi figli.
L'alba finalmente nel giorno più luminoso,
si estende un modo nuovo e felice .
Che il buon Dio benedica la nostra isola,
protegga i suoi figli da guai e danni,
possa la nostra gente vivere unita,
forte nell'anima e forte nelle braccia!
Giustizia, verità e carità,
i nostri ideali per sempre!